# Remigny (Aisne)
Remigny – miejscowość i gmina we Francji, w regionie Hauts-de-France, w departamencie Aisne.

## Demografia
Według danych na styczeń 2014 roku gminę zamieszkiwało 398 osób, a gęstość zaludnienia wynosiła 39,5 osób/km².